# Aspergillus pallidus
Aspergillus pallidus är en svampart som beskrevs av Kamyschko 1963. Aspergillus pallidus ingår i släktet Aspergillus och familjen Trichocomaceae.   Inga underarter finns listade i Catalogue of Life.